# Contarinia lysimachiae
Contarinia lysimachiae är en tvåvingeart som först beskrevs av Ewald Rübsaamen 1893.  Contarinia lysimachiae ingår i släktet Contarinia och familjen gallmyggor. Inga underarter finns listade i Catalogue of Life.